# Сюзанна Генриетта Лотарингская
Сюза́нна Генрие́тта Лотари́нгская (фр. Suzanne Henriette de Lorraine; 1 февраля 1686, Париж, Королевство Франция — 19 октября 1710, там же) — французская принцесса из  Лотарингского дома, дочь Карла III, герцога Эльбёфа; в замужестве последняя герцогиня Мантуи и Монферрато.

## Биография
Сюзанна Генриетта де Гиз родилась 1 февраля 1686 года. Она была дочерью Шарля III Лотарингского, герцога Эльбёфа от его третьей жены Франсуазы де Монталь де Навей. Эта ветвь Лотарингского дома не была правящей. Но её представители принадлежали к числу иностранных принцев Франции с титулом высочеств.
В Милане 8 ноября 1704 года Сюзанна Генриетта вышла замуж за Фердинандо Карло Гонзага, герцога Мантуанского и Монферратского. Это был династический брак. На свадьбу будущую герцогиню сопровождала бабушка Екатерина Генриетта де Бурбон.
Принц Анри III Жюль де Конде сватал за Фердинандо Карло свою дочь Марию Анну, мадемуазель де Монморанси, после того как тот овдовел, похоронив первую жену, Анну Изабеллу Гонзага в августе 1703 года. Но герцог остановил свой выбор на Сюзанне Генриетте Лотарингской.
Его второй брак, как и первый, оказался бездетным. Хотя у герцога были внебрачные дети от любовницы Элеоноры Пармской. 5 июля 1708 года он умер, оставив вдову в возрасте 18 лет.
Сюзанна Генриетта вернулась во Францию. Позднее она была вовлечена в судебный процесс из-за наследства рода де Гизов между герцогом Леопольдом Лотарингским и Анной Генриеттой Баварской, принцессой Конде.
Юная вдовствующая герцогиня постоянно жила в Париже, где умерла 19 октября 1710 года после продолжительной болезни в возрасте 24 лет. Она была похоронена на кладбище в Сен-Жермен.

## Титульное обращение
- С 1 февраля 1686 года по 8 ноября 1704 года — мадемуазель д’Эльбёф.
- С 8 ноября 1704 года по 5 июля 1708 года — Её Высочество, герцогиня Мантуи и Монферрато.
- С 5 июля 1708 года по 19 октября 1710 года — Её Высочество, Вдовствующая герцогиня Мантуи и Монферрато.